# Kính thiên văn cực lớn châu Âu
Kính thiên văn cực lớn châu Âu - European Extremely Large Telescope (E-ELT) là một kính thiên văn mặt đất quan sát trong miền quang học và hồng ngoại gần có kích thước rất lớn, được Tổ chức Nghiên cứu vũ trụ châu Âu tại bán cầu Nam (ESO) nghiên cứu phát triển và xây dựng trên đỉnh núi Cerro Armazones trong sa mạc Atacama ở miền bắc Chile. Thiết kế của kính bao gồm một gương chính ghép từ nhiều mảnh nhỏ tạo thành gương có đường kính 39,3 mét, gương thứ cấp có đường kính 4,2 mét, và kính sẽ được hỗ trợ bởi hệ thống quang học thích ứng và nhiều thiết bị thu tín hiệu điện từ. Ngày 11 tháng 6 năm 2012, Ủy ban ESO đã phê chuẩn chương trình E-ELT để bắt đầu xây dựng kính thiên văn, và chỉ còn chờ sự phê chuẩn dự án ở một vài chính phủ các nước thành viên. Đa số các chính phủ đã ủng hộ cho dự án, và quyết định bật đèn xanh cho xây dựng E-ELT sẽ chủ yếu phụ thuộc vào chính phủ Brazil sẽ phê chuẩn kiến nghị gia nhập vào ESO.
Với kính thiên văn này, các nhà thiên văn có thể quan sát được những giai đoạn sớm nhất trong sự hình thành các hệ hành tinh và xác định được các phân tử nước và hữu cơ tồn tại trong đĩa tiền hành tinh quay xung quanh các ngôi sao trẻ.